# Festival of the Midnight Sun
Festival of the Midnight Sun, även känd som  Mantorpsfestivalen och kallad "Det största fiaskot i svensk pophistoria", var en festival som anordnades midsommarhelgen 19–21 juni 1970 på Mantorp Park utanför Mantorp i Sverige. Iden bakom festivalen var att genomföra en festival i Woodstocks anda och bli den största kommersiella musikfestivalen i Sverige någonsin. Denna ambitiösa satsning genomfördes av José Morales, Julian Moulton och José Maria Forteza.
Man rekryterade även Torsten Adenby som PR-ansvarig och Michael Nobel som då hette Michael Oleinikoff. Oleinikoff blev koordinator och officiell chef för festivalen, Morales och Forteza var kreativt ansvariga och Moulton ansvarade för finansiering.

## Artister som deltog på festivalen
Arrangörerna annonserade ut en diger lista med medverkande band, men troligen så uppträdde endast en bråkdel av dessa band faktiskt på festivalen. De band som utannonserades och deras status på festivalen kan ses nedan;
| Artister/Band                       | Deltagande      |
| ----------------------------------- | --------------- |
| Alexis Korner                       | Okänt           |
| Blond                               | Inställt        |
| Blue Mink                           | Ja              |
| Blues Quality                       | Okänt           |
| Burning Red Ivanhoe                 | Okänt           |
| Charlie's Flight                    | Ja              |
| Cochise                             | Okänt           |
| Dream Police                        | Ja              |
| High Tide                           | Ja              |
| Edison Lighthouse                   | Ja              |
| Emile Ford                          | Okänt           |
| Opus II                             | Ja              |
| Juicy Lucy                          | Okänt           |
| Magazine Story                      | Ja              |
| Cornelis Vreeswijk & Made In Sweden | Ja              |
| Maniacs                             | Okänt           |
| Mecki Mark Men                      | Ja              |
| November                            | Ja              |
| Paradise                            | Okänt           |
| Pugh Rogefeldt                      | Inställt        |
| Hawkwind                            | Ja              |
| Skäggmanslaget                      | Inställt        |
| Skin Alley                          | Okänt           |
| The Crazy Word Of Artur Brown       | Okänt           |
| The Move                            | Ja              |
| The Radna Krishna Temple            | Ja              |
| The Tremeloes                       | Okänt           |
| The Web                             | Okänt           |
| Wild Angels                         | Okänt           |
| White Plains                        | Okänt           |
| The Gun                             | Ja              |
| Chuck Berry                         | Ja              |
| Deep Feeling                        | Okänt           |
| The Byrds                           | Nej (Ej Bokade) |
| Canned Heat                         | Ja              |
| Dr John                             | Nej (Ej Bokade) |

## Utfall
Det uppges att arrangemanget krävde 50–60 000 deltagare för att vara ekonomiskt hållbart, och veckorna innan festivalen meddelade arrangörerna att de sålt 12 000 förköpsbiljetter. När festivalhelgen väl dragit igång gapade området tomt på besökare och Polisen uppger till Östgöta korrespondenten att det som mest vistats cirka 3 000 besökare i och kring festivalen. Detta innebar såklart ett enormt finansiellt bakslag för arrangörerna som flydde landet strax efter festivalens slut.

## Festivalen blir film
Under 2018 produceras en kortfilm om festivalen av filmskaparna Björn Rallare, Niklas Mertel Ekelund och Peder Carlsson. Medverkar gör bland annat Bert-Åke Varg och Fredrik Strage. Produktionen ligger till grund för festivalens återuppståndelse och filmen premiärvisas den 12 september 2019 på BioRio.

## Återuppståndelsen 2019
Den 31 augusti 2019 återuppstår festivalen. Denna gång är dock ambitionsnivåerna lite lägre och publiksiffran motsvarar ungefär samma antal som dök upp på den ursprungliga festivalen 1970, och arrangemanget summeras som en succé. Festivalen arrangeras på Sjögestad Motell utanför Linköping, istället för på Mantorp Park och bland de medverkande banden märks Tears, Franska Trion, Kebnekaise, La Fleur Fatale, Maida Vale, Hällas och Les Big Byrd, Second Oracle.
Sedan 2020 arrangeras festivalen på Skylten i Linköping. Festivalen har skett i mindre upplagor under pandemiåren, och har sedan 2022 skett med fyra scener och runt 28 band.